# An American Crime
An American Crime (no Brasil: Um Crime Americano) é um filme estadunidense de 2007, um drama baseado na história real do assassinato de Sylvia Likens por Gertrude Baniszewski.

## Sinopse
1965. Sylvia (Elliot Page) e Jennie Likens (Hayley McFarland) são irmãs deixadas na casa de Gertrude Baniszweski (Catherine Keener) por uma longa temporada, já que seus pais trabalham em um circo. Gertrude é uma mãe solteira com 6 crianças e que, devido a dificuldades financeiras, aceita cuidar das garotas. Só que ela não esperava o quanto a presença delas afetaria sua natureza instável.

## Elenco[2]
- Elliot Page — Sylvia Likens
- Catherine Keener — Gertrude Baniszewski
- James Franco — Andy
- Hayley McFarland — Jennifer Faye 'Jennie' Likens
- Nick Searcy — Lester Likens
- Evan Peters —  Ricky Hobbs
- Romy Rosemont — Betty Likens
- Ari Graynor — Paula Baniszewski
- Scout Taylor-Compton - Stephanie Baniszewski
- Tristan Jarred — Johnny Baniszewski
- Hannah Leigh Dworkin — Shirley Baniszewski
- Carlie Westerman — Marie Baniszewski
- Jeremy Sumpter - Coy Hubbard
- Bradley Whitford — Promotor Leroy K. New
- Michael O'Keefe — Reverendo Bill Collier
- Michelle Benes — Hope Orbach
- Patricia Place — Sr.ª Doyle
- Calvin Keet — Sr. Doyle

## Trilha sonora
- “Downtown”

Escrita por Tony Hatch
Cantada por Petula Clark
- “End Credits”

Escrita por Alan Ari Lazar
Interpretada por Petra Haden

## Prêmiações
Emmy Awards (2008)
- Melhor Atriz em Minissérie ou Filme - Catherine Keener (Indicada).[3]

Globo de Ouro (2009)
- Melhor Atriz em Minissérie ou Filme para a Televisão - Catherine Keener (Indicada).[4]